# Eero Ettala
Eero Anselm Ettala (* 17. Oktober 1984 in Espoo) ist ein finnischer Snowboarder.

## Werdegang
Eero Ettala ist Gewinner des freestyle.ch 2006, Zürcher freestyle.ch 2009 und des Big Air Championships in Tokio. Er ist seit dem Jahre 2000 Team-Rider von Nitro. Eero Ettala fährt neben Nitro auch für Oakley, Level, Bakoda, TSG, DVS, Airblaster, Ogio, Villawool, Clastzoo, Ponke´s, Northstar und Red Bull. Er ist der erste Rider, der den Double Backside Rodeo 1080 gestanden hat. Seinen wohl besten Part zeigt er im MDP-Film Follow Me Around. Er ist neben dem Amerikaner Shaun White wohl einer der besten Snowboarder der Welt.
Eine große Stütze seiner Bekanntheit ist das deutsche Snowboardmagazin Pleasure, das sein erstes großes Interview und das erste gedruckte Poster von ihm machte.

## Auszeichnungen
Er hat zahlreiche Auszeichnungen erhalten, z. B.: European Rider of the Year (snowboarder MBM), 2nd Best Trick Ranking (snowboarder MBM), Best Video Part in Follow Me Around (Transworld and snowboarder MBM), 2nd Best Rider of the year (Transworld) und Best Jibber of the year (Transworld).